# Biblioteca virtual
Biblioteca virtual é uma biblioteca especial com uma coleção focada em livros digitais que podem incluir textos, material visual, material de áudio, material de vídeo, armazenados em formatos de mídia eletrônica (em oposição à Impressão, microfilmagem, ou outra media física), juntamente com os meios para organizar, armazenar e recuperar os arquivos e mídia contidos na coleção da biblioteca. bibliotecas digitais podem variar imensamente em tamanho e escopo, e podem ser mantidas por indivíduos, organizações, ou estarem afiliadas a bibliotecas ou instituições com instalações físicas. O conteúdo digital pode ser armazenado localmente ou acessado remotamente através de redes virtuais. Uma biblioteca eletrônica é um tipo de sistema de recuperação de informação.
O conceito guarda similaridade com o de biblioteca digital, com a diferença que esta última existe fisicamente, e disponibiliza um acervo de documentos totalmente digitalizados, enquanto uma biblioteca virtual pode não existir fisicamente e constituir-se como um serviço de acesso a outras bibliotecas, que podem disponibilizar material que não esteja digitalizado (como livros ou documentos antigos).

## Implementação de software
Softwares de repositório institucional são projetados para arquivamento, organização e pesquisa de conteúdo de uma biblioteca. Soluções de código aberto populares incluem DSpace, EPrints, Digital Commons e Fedora Commons - sistemas baseados Islandora e Hydra .

## História
Os projetos iniciais foram centrados na criação de um catálogo de cartão eletrônico conhecido como Online Public Access Catalog (OPAC). Na década de 1980, o sucesso destes esforços resultou em que o OPAC viesse a substituir o tradicional cartão em muitas bibliotecas acadêmicas, públicas e especiais. Isso permitiu que as bibliotecas empreendessem esforços de cooperação  adicionais para apoiar o compartilhamento de recursos e expandir o acesso a materiais de biblioteca para além de uma biblioteca individual.
Um dos primeiros exemplos de uma biblioteca digital é o  Education Resources Information Center (ERIC), que "nasceu digital" em 1966.